# Las Cruces, Sinaloa
Las Cruces är en ort i Mexiko.   Den ligger i kommunen Guasave och delstaten Sinaloa, i den västra delen av landet, 1 200 km nordväst om huvudstaden Mexico City. Las Cruces ligger 17 meter över havet och antalet invånare är 104.
Terrängen runt Las Cruces är mycket platt. Runt Las Cruces är det ganska tätbefolkat, med 100 invånare per kvadratkilometer. Närmaste större samhälle är Guasave, 10,8 km nordväst om Las Cruces. Trakten runt Las Cruces består till största delen av jordbruksmark.